# Sincere
Albums de MJ Cole
Cut to the Chase
(2003)
Sincere est un album de MJ Cole, sorti en 2000.

## L'album
Le titre Sincere qui donne son nom à l'album, est le premier single de UK garage à être entré dans les charts britanniques. Il atteint ainsi la 14e place. L'album fait partie des 1001 albums qu'il faut avoir écoutés dans sa vie. 

### Titres
Tous les titres sont de Matt Coleman, sauf mentions. 
1. Introduction (avec Nova Casper) (3:12)
2. Tired Games (avec Elizabeth Troy) (Matt Coleman, Guy S'mone, Elizabeth Troy) (4:59)
3. Attitude (avec Elizabeth Troy) (Matt Coleman, Guy S'mone, Elizabeth Troy) (5:23)
4. Bandelero Desperado (4:00)
5. MJ FM Interlude Crazy Love (avec Elizabeth Troy) (Matt Coleman, Elizabeth Troy) (2:05)
6. Crazy Love (avec Elizabeth Troy) (Matt Coleman, Elizabeth Troy) (4:38)
7. Sanctuary (4:16)
8. I See (avec Elizabeth Troy) (Matt Coleman, Guy S'mone, Elizabeth Troy) (4:47)
9. Sincere (Re-Cue'd) (avec Nova Casper) (5:38)
10. Strung Out (3:03)
11. Rough Out Here (R. Brown) (4:20)
12. Slum King (5:29)
13. Radio Interlude (Matt Coleman, Rick Davies) (0:43)
14. Hold on Me (avec Elizabeth Troy) (Matt Coleman, Elizabeth Troy, Guy S'mone) (4:41)
15. Free My Mind (avec Guy S'mone) (Matt Coleman, Guy S'mone) (4:41)
16. Crazy Love (avec Elizabeth Troy) (Matt Coleman, Elizabeth Troy) (3:34)
17. Sincere (avec Nova Casper) (6:51)

### Musiciens
- Nova Casper : voix
- Elizabeth Troy : voix
- MJ Cole : voix
- Amanda Drummond : violon
- Isabelle Dunn : violoncelle
- Guy S'mone : contrebasse, guitare